# Sergei Loznitsa
Sergei Loznitsa (Brest, 5 de setembro de 1964) é um cineasta ucraniano.